# Nikocado Avocado
Nikocado Avocado, pseudoniem van Nicholas Perry (Cherson, 19 mei 1992), is een Oekraïens-Amerikaanse youtuber die bekend is geworden door het plaatsen van mukbang-video's.

## Persoonlijk leven
Perry werd geboren in de Oekraïense stad Cherson en werd door een Amerikaans koppel in Philadelphia geadopteerd toen hij nog een baby was. 
Tussen 2011 en 2012 was Perry een freelance violist en werkte hij bij de Amerikaanse bouwmarktketen The Home Depot. In 2013 verhuisde hij naar New York om zijn droom om te spelen in een Broadway-orkest na te jagen. Ondanks de ambitieuze droom vond Perry het lastig een plekje te vinden tussen alle getalenteerde medemuzikanten.
Volgens een video uit 2016 ontmoette Perry zijn partner Orlin Home in een Facebook-groep voor veganisten. Na maanden lang te communiceren met elkaar, vloog Home naar het Woodstock Fruit Festival, een festival speciaal opgericht voor vegans. In 2014 na een reis door Midden-Amerika besloot Perry samen met Home in Colombia (waar Home vandaan komt) te gaan wonen. Het koppel trouwde in 2017.

## Internetcarrière
Home had voor Perry al een YouTube kanaal. Hij moedigde Perry aan ook een eigen kanaal te beginnen. Zijn kanaal, die hij Nikocado Avocado noemde, bevatte video's zoals lifestylevlogs voor vegans. In 2016 besloot Perry niet langer deel uit te maken van de veganistische gemeenschap, omdat volgens hem de vegan-community zich ''ongebalanceerd, onvriendelijk en mentaal onstabiel'' uitte. 
Vanaf dat moment begon hij met het maken van mukbang-video's. Hij was een van de allereerste Amerikaanse mannen die dit genre uploadde op de videowebsite. Binnen een paar weken behaalde zijn eerste mukbang al meer dan 50.000 weergaven. 
In 2018 was Perry te zien bij Tosh.0. Hij heeft ook andere sociale media die hij richt op zijn content, zoals Cameo, TikTok, Twitter, Facebook, Instagram, Patreon en OnlyFans. In een interview uit 2019 zei Perry dat hij "nog een paar jaar doorgaat", en daarna stopt, want het zou volgens hem ook "ontzettend ongezond zijn". Op 18 september 2021 beweerde Perry dat hij een rib had gebroken. Dit zou komen door overmatig en krachtig hoesten. 
Bij een ander interview, dit keer met MEL Magazine, zei Perry dat hij voor het beste voor zijn carrière alles dramatiseert en opzet om zo aan weergaven te komen. Hij wou ook altijd al "de rol van de slechterik spelen".
Op 24 april 2023 beweerde Perry dat hij veertig kilo was verloren. Voor deze bewering woog hij 158 kilo.
In september 2024 verscheen hij veel slanker in een video. Hij onthulde dat hij de laatste twee jaar video's van daarvoor had geupload, en in het geheim in die twee jaar sterk was afgevallen.

## Controversies
Door zijn scherpe gewichtstoename zijn veel van zijn kijkers bezorgd om hem. Perry heeft in een interview uit 2019 met Men's Health verklaard dat hij kampt met erectieproblemen en een minder hoog libido heeft dan voorheen. In 2021 vertelde Perry aan zijn volgers dat hij zich classificeert als gehandicapt. Hij rijdt ook vanaf dat jaar in veel stukjes van zijn video's rond in een scootmobiel. Hij slaapt ook met een CPAP-Masker op, omdat hij ook kampt met slaapapneu.